# Igor Kos
Igor Kos (* 17. Februar 1978 in Zagreb) ist ein ehemaliger kroatischer Handballspieler. Kos wurde als Linkshänder meist auf Rechtsaußen oder im rechten Rückraum eingesetzt.
Igor Kos begann mit dem Handballspiel beim Spitzenclub RK Zagreb in seiner Heimatstadt. Hier debütierte er auch in der ersten kroatischen Liga und wurde 1999 kroatischer Meister sowie Pokalsieger. 1999 entschloss er sich, ins Ausland zum TV Jahn Duderstadt in die 2. Handball-Bundesliga zu wechseln. Bereits nach einem Jahr zog er weiter nach Frankreich zu Chambéry Savoie HB. Mit den Savoyern wurde er 2001 französischer Meister sowie 2002 Ligapokalsieger. Daraufhin wechselte er zum Zweitligisten Livry-Gargan HB, mit dem er 2003 aufstieg; 2004 ging er nach Slowenien zum RK Gold Club Kozina, wo er den slowenischen Pokal gewann. 2005 schließlich heuerte er bei der SG Flensburg-Handewitt in der ersten deutschen Handball-Bundesliga an. Dort gewann er 2005 den DHB-Pokal, war hinter Marcin Lijewski aber meist nur zweite Wahl, sodass er Anfang 2006 nach Frankreich zurückkehrte und sich dem US Créteil anschloss. 2007 wechselte er erneut nach Slowenien, diesmal zum Serienmeister RK Celje. Nach wiederum nur einer Saison, in der er jedoch die slowenische Meisterschaft gewann, zog Kos weiter zum spanischen Topclub Ademar León.
Igor Kos hat über 40 Länderspiele für die kroatische Männer-Handballnationalmannschaft bestritten. Er stand aber nie im kroatischen Aufgebot für ein größeres Turnier.